# Helenenhöhe
Helenenhöhe war ein Wohnplatz im Gebiet der preußischen Provinz Pommern. 
Der Wohnplatz lag bei Altstadt im Kreis Kolberg-Körlin. In Meyers Orts- und Verkehrslexikon von 1912 ist das „Gut Helenenhöhe“ mit 7 Einwohnern als Teil des Dorfes Altstadt aufgeführt; es gehörte also zur damaligen Landgemeinde Altstadt, nicht zum Gutsbezirk Altstadt. Auf den Messtischblättern war der Ortsname Helenenhöhe nicht eingetragen. 
Helenenhöhe wurde mit Altstadt 1928 nach Wobrow eingemeindet. Bis 1945 bildete Helenenhöhe einen Wohnplatz in der Gemeinde Wobrow und gehörte mit dieser zum Kreis Kolberg-Körlin in der preußischen Provinz Pommern.
Nach 1945 kam der Wohnplatz, wie ganz Hinterpommern, an Polen. Heute liegt die Stelle im Gebiet der polnischen Gmina Kołobrzeg (Landgemeinde Kolberg); die Bebauung an dieser Stelle hat in polnischer Sprache keinen besonderen Ortsnamen. 